# Bowling Green (Maryland)
Bowling Green – jednostka osadnicza w Stanach Zjednoczonych, w stanie Maryland, w hrabstwie Allegany.